# Luis Oyarbide
Luis Oyarbide, vollständiger Name Luis Eduardo Oyarbide Miranda, (* 1. September 1986 in Montevideo) ist ein uruguayischer ehemaliger Fußballspieler.

## Karriere
Der 1,71 Meter große Mittelfeldakteur Oyarbide ist der Sohn des Fußballspielers Jorge Oyarbide (1944–2013). Er stand zu Beginn seiner Karriere im Jahr 2006 in Reihen der Reservemannschaft (Formativas) Nacional Montevideos. 2007 bestritt er dann sieben Spiele für die „Bolsos“ in der Primera División und schoss ein Tor. Es folgte in der ersten Jahreshälfte 2008 eine Ausleihe zu Central Español, im Rahmen derer er in der Clausura 2010 für die Montevideaner dreimal bei 15 Erstligaeinsätzen ins gegnerische Tor traf. Anschließend gehörte Oyarbide wieder bis Mitte Januar 2012 dem Kader Nacional Montevideos an. In der Saison 2008/09 werden dort zwei Einsätze (kein Tor) in der höchsten uruguayischen Spielklasse für ihn geführt. In der Clausura 2010 war er sodann an die Montevideo Wanderers ausgeliehen. Elf Erstligaspiele und drei Tore weist seine Einsatzstatistik in jener Halbserie auf. Während der Spielzeit 2010/11 war er auf Leihbasis für El Tanque Sisley aktiv und absolvierte acht persönlich torlose Erstligapartien. Im Januar 2012 verpflichtete ihn der EC Democrata. Bei den Brasilianern spielte er siebenmal in der Staatsmeisterschaft von Minas Gerais und erzielte zwei Treffer. Ab Mitte September setzte er seine Karriere in Europa fort. Zunächst war bis Ende Januar 2013 Olympiakos Volos sein Arbeitgeber, bei dem er in 13 Ligabegegnungen (zwei Tore) und drei Pokalpartien (kein Tor) eingesetzt wurde. Von dort wechselte er innerhalb Griechenlands zu Iraklis Psachna. Im Rahmen dieses bis Ende Januar 2014 währenden Engagements kam er 14-mal in der Liga zum Einsatz. Einen Treffer erzielte er nicht. Nach seiner Rückkehr nach Uruguay schloss er sich bis in den Januar 2015 dem Club Sportivo Cerrito an. Nach saisonübergreifend elf Toren bei 26 Einsätzen in der Segunda División wurde er zu Fuerza Amarilla nach Ecuador transferiert. Seit September 2015 gehört er wieder dem Kader des mittlerweile nur noch drittklassigen Club Sportivo Cerrito an, mit dem er am Saisonende 2015/16 wieder in die zweithöchste uruguayischen Profiliga aufstieg. In der folgenden Zwischensaison 2016 traf er bei elf Einsätzen einmal ins gegnerische Tor. Nach dieser Spielzeit verließ er den Klub.